# سازمان عربی صنعتی‌سازی
سازمان عربی صنعتی‌سازی (عربی: الهيئة العربية للتصنيع) شرکت دولتی صنایع جنگ‌افزاری مصری است، که در سال ۱۹۷۵ تأسیس شد و هم‌اکنون در زمینه تامین تجهیزات مورد نیاز نیروهای مسلح مصر فعالیت می‌کند.